# Saint-Martin-des-Noyers
Saint-Martin-des-Noyers ist eine französische Gemeinde mit 2540 Einwohnern (Stand: 1. Januar 2022) im Département Vendée in der Region Pays de la Loire; sie gehört zum Arrondissement La Roche-sur-Yon und zum Kanton Chantonnay (bis 2015: Kanton Les Essarts). Die Einwohner werden Martinoyens genannt.

## Geografie
Saint-Martin-des-Noyers liegt etwa 62 Kilometer südsüdöstlich von Nantes. Im Gemeindegebiet liegen die Quellen der Flüsse Yon und Boulogne. Umgeben wird Saint-Martin-des-Noyers von den Nachbargemeinden Essarts en Bocage im Norden und Nordwesten, Sainte-Cécile im Osten und Nordosten, Saint-Hilaire-le-Vouhis im Süden und Südosten, Fougeré im Süden und Südwesten, La Chaize-le-Vicomte im Südwesten, La Ferrière im Westen sowie La Merlatière im Nordwesten.
Durch die Gemeinde führt die Autoroute A83.

## Einwohner
| Jahr      | 1946  | 1954  | 1962  | 1968  | 1975  | 1982  | 1990  | 1999  | 2006  | 2012  |
| --------- | ----- | ----- | ----- | ----- | ----- | ----- | ----- | ----- | ----- | ----- |
| Einwohner | 1.700 | 1.775 | 1.671 | 1.655 | 1.769 | 1.867 | 1.953 | 2.003 | 2.152 | 2.254 |

## Sehenswürdigkeiten

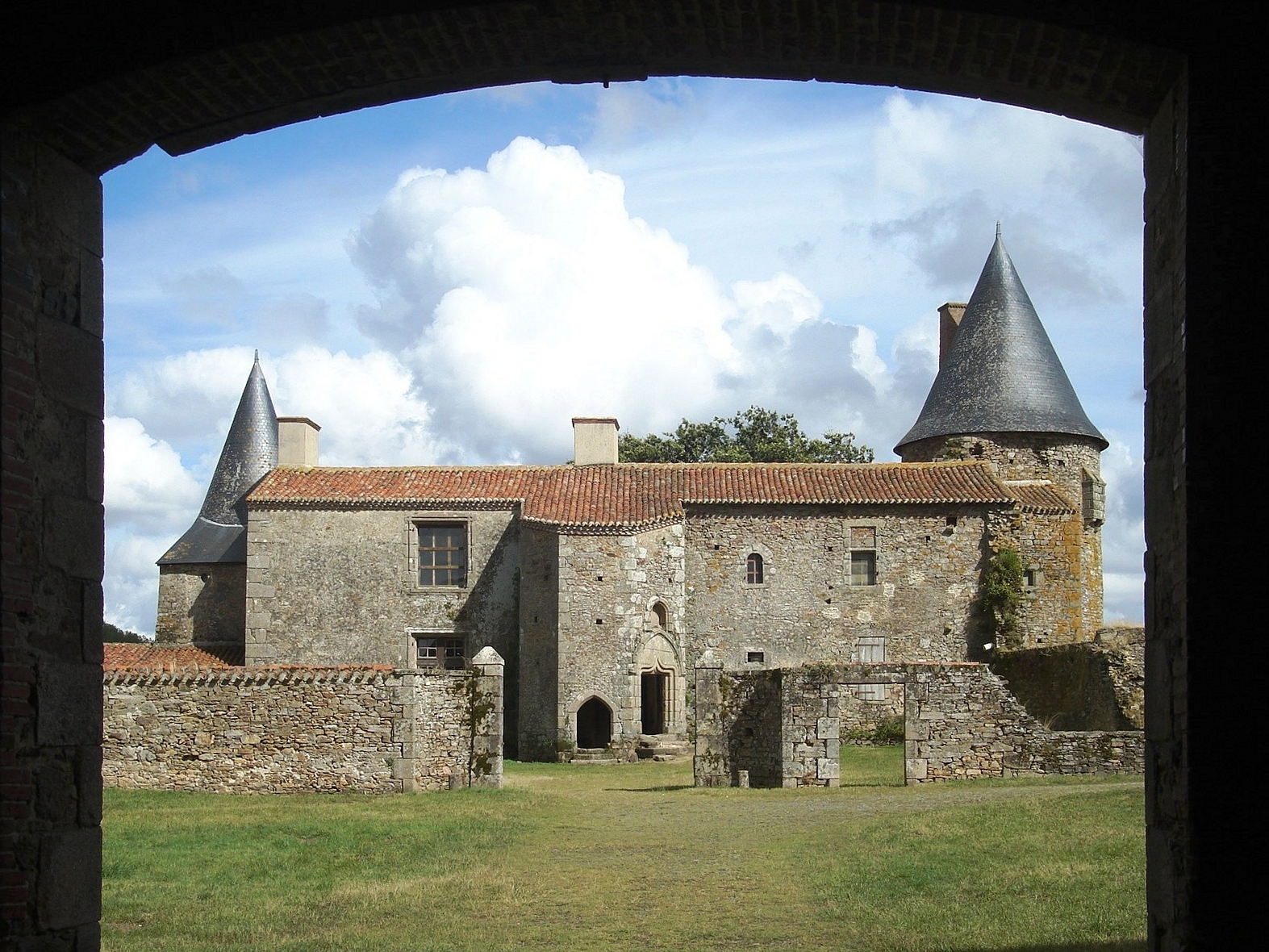
Schloss La Grève

- Schloss La Grève, seit 1984 Monument historique
- Kirche Saint-Martin

## Söhne und Töchter
- René Couzinet (1904–1956), Flugzeugkonstrukteur
- Jean-Charles Thomas (1929–2023), römisch-katholischer Bischof von Versailles